# Kurt von Schleicher
Kurt von Schleicher (Brandenburg an der Havel, 7. travnja 1882. – Potsdam, 30. lipnja 1934.), njemački general i političar koji je služio kao zadnji njemački kancelar iz perioda Weimarske Republike.

## Životopis

### Rani život
Kurt von Schleicher je rođen 7. travnja 1882. u mjestu Brandenburg an der Havel kao sin pruskog časnika i kćerke jednog brodovlasnika. U njemačku vojsku stupa već 1900. godine nakon što je diplomirao na jednoj kadetskoj školi. Dok je još bio mladić, Schleicher je sklopio dva prijateljstva koja će imati veliku ulogu u njegovom kasnijem životu. Dok je još bio kadet, Schleicher se sprijateljio s Franzom von Papenom, a kasnije, kao časnik, sklapa prijateljstvo s Oskarom von Hindenburgom. Tijekom Prvog svjetskog rata, Schleicher je služio pod Wilhelmom Groenerom, koji je kasnije postao njegov zaštitnik. 

### Vojna služba nakon Prvog svjetskog rata
Nakon uspješne vojne karijere, Schleicher se tijekom 1920-ih počeo brzo uspinjati u hijerarhiji Reichswehra, te je s vremenom postao glavna veza između vojske i vladinih službenika. Preferirao je rad iza kulisa, davajući izjave za prijateljski nastrojene novine i oslanjajući se na usputne doušnike kako bi saznao što vlada planira. Na taj je način vodio Ministeramt. Iako je po svjetonazoru bio strog i autoritativan, Schleicher je smatrao da vojska ima i socijalnu ulogu, ulogu inistitucije koja ujedinjuje najrazličitije elemente društva. Zanimljivo je da se protivio akcijama kao što je bila Osthilfe, čiji je cilj bila financijska pomoć njegovim bankrotiranim kolegama Junkerima. Ovakve reakcije dokazuju da je po pitanju ekonomije bio relatuvno umjeren. 
Schleicher je postao jedna od najznačajnijih osoba, iako je radio iza kulisa, u kabinetu kancelara Heinricha Brüninga (1930. – 1932.), gdje je radio kao pomoćnik Wilhelmu Groeneru, tadašnjem Ministru obrane. No Schleicher, koji je postao dobar prijatelj s predsjedikom Paulom von Hindenburgom, ubrzo dolazi u skob s Groenerom i Brüningom, a njegove aktivnosti dovode i do pada Brüningove vlade u svibnju 1932.
Schleicher uskoro postaje Ministar obrane u kabinetu novog kancelara Franza von Papena. Schleicher nije bio konzervativan kao von Papen što se vidi u radio intervjuu iz 1932. u kojem je grubo najavio svoju nedvosmislenu opoziciju vojnoj diktaturi ili marionetskom režimu kojeg podupire vojska. Papen i Schleicher su se uskoro posvađali, a 1932., kada je Papan bio prisiljen dati ostavku, Schleicher postaje novi njemački kancelar.

### Kurt von Schleicher kao kancelar
Schleicher se nadao dobivanju većine Reichstagu tako što bi stvorio tzv. Querfront, u kojem bi ujedinio njemačke frakcionarne interese oko nevladinog, autoritativnog, ali participativnog režima. Da bi postigao taj cilj, Schleicher je kontaktirao socijaldemokratske i kršćanske radne unije, te ljevičarsko krilo NSDAP-a, koje je predvodio Gregor Strasser, koji je tada već gubio internu borbu s Hitlerom. 
Iako je imao početnog uspjeha, Schleicher je doživio potpuni neuspjeh. U međuvremenu, Papen se približio Hindenburgu, koji je strahovao od Schleicherovog "kriptoparlamentarizma" i volje da surađuje s SPD-om, kojeg je Hindenburg mrzio. Papan je tako nagovarao Hindenburga da za kancelara postavi Hitlera i njegov NSDAP, u koaliciji s DNVP-om, koji bi, zajedno s Papenom, mogao kontrolirati nacističke ispade. Papen je, iza leđa Schleicheru, održavao tajne sastanke i s Hitlerom i s Hindeburgom, koji je kasnije odbio Schleicherov zahtjev za većim ovlastima i ponovnim raspuštanjem Reichstaga. Predsjednik 28. siječnja 1933. Schleicheru daje ostavku, a već 30. siječnja 1933., Adolf Hitler priseže za novog kancelara.

### Ubojstvo
U posljednjim mjesecima svoga života, Schleicher je očajnučki pokušavao vratiti dinastiju Hohenzollern na vlast. Strahujući da bi taj događaj mogao oslabiti njegov položaj, Hitler je mjesecima planirao Schleicherovo ubojstvo. Dana 30. lipnja 1934. započinje Noć dugih noževa, masovni pokolj svih Hitlerovih političkih protivnika. Schleicher je bio jedna od primarnih meta. Ubijen je hicima iz pištolja u svojoj vlastitoj kući. Kada je njegova supruga čula pucnjeve i otišla provjeriti što se dogodilo, sama je postala žrtvom. Schleicherova kći je otkrila njihova tijela. U svom govoru u Reichstagu, Hitler je, s ciljem opravdavanja svog čina, optužio Schleichera za surađivanje s Röhmon u cilju svrgavanja vlade. Postoje određene priče koje tvrde da je Schleicherova kći nekoliko mjeseci kasnije pokušala ubiti Hitlera, no da je ustrijeljena tijekom tog pokušaja.